# Station Ry
Station Ry is een station in Ry in de Deense gemeente Skanderborg. Ry ligt aan de lijn Skanderborg - Skjern. Het oorspronkelijke stationsgebouw uit 1872 is nog aanwezig. 
Volgens de dienstregeling 2015 rijdt op werkdagen ieder half uur een trein richting Skanderborg - Aarhus en in de richting Herning, welke om het uur doorrijdt naar Skjern. 